# 北海道道912号大津長節線
北海道道912号大津長節線（ほっかいどうどう912ごう おおつちょうぶしせん）は、北海道中川郡豊頃町内を結ぶ一般道道である。

## 概要

### 路線データ
- 起点：北海道中川郡豊頃町大津港町（北海道道911号大津旅来線交点）
- 終点：北海道中川郡豊頃町長節（国道336号交点）
- 総距離：6.3 km

## 歴史
- 1976年（昭和51年）8月31日 - 路線認定[1]。

## 地理

### 通過する自治体
- 十勝総合振興局
  - 中川郡豊頃町

### 主な接続道路
豊頃町
- 北海道道911号大津旅来線 - 大津港町（起点）
- 国道336号 - 長節（終点）

### 沿線にある施設など
豊頃町
- 長節湖